# توماس يفبفر
توماس يفبفر (بالإنجليزية: Thomas Lefebvre)‏ هو سياسي كندي، ولد في 23 مايو 1927 في نورث باي في كندا، وتوفي في 20 نوفمبر 1992. حزبياً، نشط في الحزب الليبرالي الكندي. وقد انتخب عضو مجلس الشيوخ الكندي وانتخب عضو مجلس العموم الكندي.